# Almacenamiento cinético
El almacenamiento cinético es una técnica de almacenamiento de energía mediante elementos móviles rotatorios. Para esto se convierte la energía eléctrica en energía cinética mediante un motor que acciona un volante de gran inercia y baja fricción que de esta manera se acelera y conserva la energía en forma de movimiento, aun cuando luego se interrumpa el suministro eléctrico. Esta energía se convierte nuevamente en energía eléctrica mediante un generador que se acopla luego al eje de la masa giratoria para volver la energía almacenada nuevamente en electricidad.
Este tipo de almacenamiento es empleado en algunas UPS o fuentes ininterrumpidas de potencia.

## Diferencia con el almacenamiento potencial
En el almacenamiento potencial, se sube un determinado peso (energía potencial), que luego se convierte en electricidad mediante la energía cinética cuando el mismo baja debido a la gravedad (es lo que se denomina la "gravetricidad").